# Johann Heinrich Scheibler (Textilfabrikant, 1777)

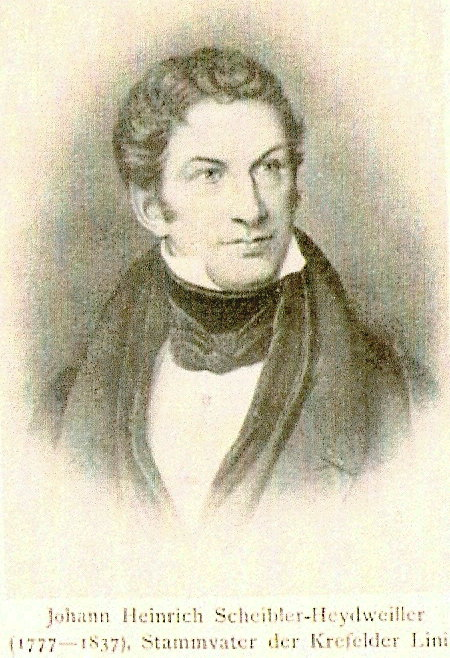
Johann Heinrich Scheibler (Krefeld)

Johann Heinrich Scheibler (* 11. November 1777 in Monschau; † 20. Januar 1837 in Krefeld) war ein Samt- und Seidenfabrikant in Krefeld. Darüber hinaus wurde er bekannt als autodidaktischer Musiktheoretiker.

## Leben und Wirken
Johann Scheibler war der Sohn des Tuchfabrikanten Wilhelm Scheibler (1737–1797) und der Theresia Elisabeth Böcking (1744–1812), Tochter des Kaufmanns und Landeskassierers Johann Adolph Böcking aus Trarbach/Mosel. Ferner war er der Enkel des Tuchfabrikanten und Erbauers des Roten Hauses in Monschau, Johann Heinrich Scheibler und Neffe des 1781 nobilitierten Bernhard Georg von Scheibler. Nach seiner Schulzeit in Monschau reiste er durch mehrere Länder Europas, um sich an den bedeutendsten Zentren der Tuchfabrikation ausbilden zu lassen. Besonders faszinierte ihn hierbei die Seidenproduktion, die er in Italien studierte.
Nach seiner Rückkehr nach Deutschland trat Scheibler um 1796 in Krefeld in die Seidenfabrik „Rigal, Heydweiller & Cie.“ ein. Hier lernte er seine zukünftige Ehefrau Anna Katharina Heydweiller (1785–1846), die Tochter des Firmenchefs Friedrich Heydweiller, kennen, welche er wenig später heiratete. Im Jahre 1810 machte Heydweiller ihn zum Teilhaber und nach dem Tod des Schwiegervaters im Jahre 1834 übernahm Scheibler für kurze Zeit zusammen mit seinem Schwager Franz Heinrich Baron von Rigal die Firmenleitung. Er gründete noch im gleichen Jahr die Samt- und Bandwarenmanufaktur „Scheibler & Co“ mit Anteilen der ebenfalls in Krefeld etablierten Seidenweberei „Von der Leyen“. Seine vier Söhne traten im gleichen Zeitraum ebenfalls in sein Unternehmen ein, wobei Heinrich (1813–1878) und Robert Adolf Scheibler (1814–1875) als Seidenfabrikanten ihren Dienst versahen, wohingegen die Brüder Johann Friedrich (1807–1862) und Carl Ludwig Aurel Scheibler (1823–1905) als Rohseidengroßhändler eher für den Import und Export zuständig waren. Scheiblers Firma erlebte in den Folgejahren einen rasanten Aufschwung, von dem Johann Heinrich Scheibler, der im Übrigen auch selbst Seidenraupen züchtete, auf Grund seines plötzlichen Todes im Jahr 1837 und nur drei Jahre nach seiner Firmengründung, nicht mehr viel mitbekam.
Nach seinem Tod wurde das Unternehmen „Scheibler & Co“ von seinen Nachkommen fortgeführt mit Ausnahme von einem seiner Enkel, dem späteren Kölner Großindustriellen in der Düngemittelherstellung Carl Johann Heinrich Scheibler. Weitere Firmen schlossen sich in den folgenden Jahrzehnten dem Krefelder Stammunternehmen an, wie beispielsweise im Jahre 1965 die Samtfabrik „Gebrüder Peltzer“, woraufhin man dann zu „Scheibler & Peltzer GmbH“ umfirmierte. Nachdem schließlich 1985 noch das traditionsreiche Unternehmen „Christoph Andreae“ aus Köln mit seinem weltweiten Vertriebsnetz übernommen wurde und die Firmengruppe durch eine weitere Tochterfirma, „Sametex“ in Kraslice, erweitert worden war, wurde die Firma in großem Umfang international tätig. Auf Grund der Marktsituation ließ es sich dennoch nicht verhindern, im Jahre 1998 mit den „Girmes-Werken Grefrath“ zu fusionieren, die allerdings letztendlich 2003 selbst in Insolvenz übergingen.
Darüber hinaus entwickelte sich über Johann Heinrichs Sohn Johann Friedrich Scheibler und bedingt durch die beruflichen Kontakte bezüglich der Seidenimporte aus China, im Laufe der Generationen ein bis in die heutige Zeit erfolgreiches Teehandelsunternehmen mit Sitz in Hamburg. Das Unternehmen ist Mitglied im Deutschen Teeverband, in dem immer wieder Angehörige der Familie im Vorstand sitzen.
Für die Verdienste Johann Heinrich Scheiblers und seiner Familie für die Stadt Krefeld wurde im Jahre 1968 eine Straße nach ihnen benannt.

## Scheiblers Beschäftigung mit der Akustik
Schon seit frühester Jugend zeigte Scheibler ein großes Interesse für die Physik und hierbei vor allem für den Bereich der Akustik, die auf Grund seiner vielseitigen musikalischen Begabung seine besondere Aufmerksamkeit erregte. Nachdem er zunächst auf seiner Gitarre versucht hatte, das Griffbrett zwecks besserer Stimmung neu einzuteilen, erfand er 1816 ein Instrument aus 20 aufeinander abgestimmten und auf zwei Holzscheiben befestigten Maultrommeln, welches als Vorläufer der Mundharmonika galt und dem er den Namen „Aura“ gab. Er stimmte diese sogar auf verschiedene Grundtöne ein, um damit chromatische Tonfolgen zu ermöglichen. Weitere akustische Untersuchungen auch an anderen Instrumenten folgten und schließlich gelang ihm dazu die Erfindung eines neuen „Tonmessers (Monochord)“, mit dem unter anderem die genaue Bestimmung des Kammertons (ein-gestrichenes „a“) auf 440 Hertz pro Sekunde möglich war. Diese Errungenschaft wurde ihm 1834 von der Versammlung der Gesellschaft Deutscher Naturforscher und Ärzte anerkannt. Obwohl die Frequenz des Kammertons zwischenzeitlich im Jahre 1858 von der Académie française auf 435 Hz festgelegt worden war, kam im Jahre 1939 die International Federation of the National Standardizing Associations in London wieder auf die 440 Hz Scheiblers zurück, die bis heute noch gültig sind.
Dank seiner vielfältigen Kontakte zu Virtuosen seiner Zeit, fand er zahlreiche interessierte Anwender seiner Methoden und viele Pianisten und Organisten ließen ihre Instrumente nach seinen Vorgaben stimmen. Seine Erkenntnisse schrieb Scheibler in mehreren Publikationen nieder, die auf reges Interesse stießen. Anerkennende Resonanzen erhielt er dabei unter anderem von Louis Spohr, Sigismund von Neukomm, Ferdinand Ries, Ignaz Moscheles und Moritz Hauptmann. Manche nahmen seine Erkenntnisse in ihre eigenen Schriften auf, wie beispielsweise Johann Gottlob Töpfer in seinem Werk: Die Scheibler'sche Stimm-Methode, leicht faßlich erklärt und auf neue Art angewendet  erschienen bei Körner in Erfurt 1842/3.

## Werke
- Der physikalische und musikalische Tonmesser, welcher…; G. D. Bädeker, Essen, 1834
- Ueber mathematische Stimmung, Temperaturen und Orgelstimmung nach Vibrations-Differenzen oder Stößen, Krefeld, 1837